# Ilztal
Ilztal – gmina w Austrii, w kraju związkowym Styria, w powiecie Weiz. Według Austriackiego Urzędu Statystycznego liczyła 2143 mieszkańców (1 stycznia 2015).